# 长寿路 (上海)
长寿路是中国上海市普陀区南部的一条街道，东西走向。东起苏州河，西至万航渡路（曹家渡），全长2805米。

## 历史
长寿路原名劳勃生路（Robison Road），修筑于1900年。19世纪末以前，该地原是上海西郊的农田。1899年，上海公共租界大规模拓展，该地被划入界内。1900年，上海公共租界工部局修筑此路，其中胶州路以西段已经伸出界外，属于越界筑路。以19世纪英国驻上海、厦门、广州等地领事名命名劳勃生路。不久，大批日资纺织企业在附近苏州河沿岸地区设立工厂，同时沿路迅速建起大片旧式里弄住宅，居民中的工人比重很高。因此，这里曾是多次上海工人运动的发源地。由于人口集中，沿路又开设不少小型店铺。1922年，日资内外棉公司在劳勃生路和小沙渡路（今西康路）十字路口的中央建造了一座川村纪念塔，上部镶嵌一只大自鸣钟，这在大片的工人居住区内相当醒目，因此，大自鸣钟就成了劳勃生路和小沙渡路十字路口附近地区的通称。1925年，自极司非尔路至戈登路段作沥青表面处治。
1943年，汪精卫政府收回上海公共租界，将此路以四川省长寿县（现为重庆市长寿区）地名改名为长寿路。

## 交汇道路
- 西苏州路
- 昌化路
- 江宁路
- 陕西北路
- 西康路
- 常德路
- 胶州路
- 叶家宅路、叶家宅南路
- 安远路
- 武宁路、武宁南路
- 万航渡路